# 대한민국 상법 제428조
대한민국 상법 제428조는 이사의 인수담보책임에 대한 상법 회사법의 조문이다.

## 조문
제428조 (이사의 인수담보책임) (1) 신주의 발행으로 인한 변경등기가 있은 후에 아직 인수하지 아니한 주식이 있거나 주식인수의 청약이 취소된 때에는 이사가 이를 공동으로 인수한 것으로 본다. (2) 전항의 규정은 이사에 대한 손해배상의 청구에 영향을 미치지 아니한다. 